# Bosco Curtipetrizzi
Bosco Curtipetrizzi este o arie protejată (arie specială de conservare — SAC, sit de importanță comunitară — SCI) din Italia întinsă pe o suprafață de 57 ha, integral pe uscat.

## Localizare
Centrul sitului Bosco Curtipetrizzi este situat la coordonatele 40°28′49″N 17°55′23″E / 40.480278°N 17.923056°E.

## Înființare
Situl Bosco Curtipetrizzi a fost declarat sit de importanță comunitară în iunie 1995 pentru a proteja 1 specie de animale. Situl a fost protejat și ca arie specială de conservare în martie 2018.

## Biodiversitate
Situată în ecoregiunea mediteraneană, aria protejată conține 1 habitat natural: Păduri de Quercus ilex și Quercus rotundifolia.
La baza desemnării sitului se află o specie protejată de  reptile: șarpele cu patru dungi (Elaphe quatuorlineata).
Pe lângă speciile protejate, pe teritoriul sitului au mai fost identificate 1 specie de nevertebrate, 3 specii de reptile.